# Så grydde hämndens timme
Så grydde hämndens timme är den femte delen i John Marsdens bokserie.
- Originaltitel: Burning for revenge
- Utgivningsår: 1998

| Föregående bok: Nu är mörkrets tid | Serien om Wirrawee | Nästa bok: I skymningens land |